# Estádio das Antas
Estádio das Antas (službeno: Estádio do Futebol Clube do Porto) je bio treći po redu (i do sada, najviše od sviju korišten) stadion nogometnog kluba „Porta”. Nalazio se na adresi Avenida Fernão de Magalhães.
Ključna imena u izgradnji ovog stadiona su bili arhitekt Oldemiro Carneiro i inženjer Miguel Resende.
Stadion je bio u uporabi od 1952. do 2004.
Kao domaći teren, zamijenio je 1952. „Portu” stadion Campo da Constituição. 
2004. ga je zamijenio stadion Dragão. 
Pored čisto stadionskih kapaciteta, Antas je imao i zatvorenu dvoranu i tri pomoćna igrališta. Klupski uredi su bili na dva mjesta; jedni su bili unutar stadiona, dok je drugi dio bio na ulaznim tornjima, Torre das Antas.
Isti tornji su bili sagrađeni ispred stadiona 1990-ih. 
Stadion je srušen 2004. godine.

## Ime
Ime je dobilo po stambenoj četvrti i župi u Portu, u Portugalu, gdje se nalazi.

## Izgled
Stadion je podijeljen na šest različitih dijelova. Poente i Maratona imaju najbolja sjedišta, a novčarski najdostupnije su tribine Superior Norte, Superior Sul i Arquibancada. Između tribina Norte i Poente su sjedišta za gostujuće navijače.
Svaka tribina za stajanje je podijeljena na nekoliko odjeljaka. Poente ima 4, Maratona i Arquibancada po 5, a obje Superioresice po 9, a dvije na Norte su ostavljene za gostujuće navijače. 
Zbog rjeđe posjećenosti od strane gostujućih navijača, i veće posjete od strane  „Portovih”, čest je bio slučaj da je odjeljak za goste bio smanjen na polovicu.
U prošlosti je bilo još podjela na odjeljke, kao što je bio slučaj kada je stajanje Superior  bilo podijeljeno na izvorne i nove lože, sagrađene nakon povećanja kapaciteta 1986. godine.

## Obljetnice
- 28. lipnja 1952. - otvaranje
- 1. rujna 1962. - postavljeni su reflektori
- 1973. - dovršena je svenamjenska arena
- 30. travnja 1976. - izgradnja stajanja Maratona, na suprotnoj strani glavnoga, i početak gradnje Arquibancade.
- 16. prosinca 1986. - kapacitet je povećan na 90 tisuća mjesta (rebaixamento). Uklonjena je atletska staza.
- ljeto 1997. - sva mjesta su napravljena sjedišnima (kapacitet je bio smanjen na 48.297 mjesta)
- 24. siječnja 2004. - zadnja utakmica. Ironično, iako je nasljednik Estádio do Dragão bio otvoren u studenom 2003., zbog potreba ponovnog postavljanja travnjaka, neke utakmice su opet odigrane na Antasu.
- ožujak 2004. - početak rušenja